# Villers-Sire-Nicole
Villers-Sire-Nicole är en kommun i departementet Nord i regionen Hauts-de-France i norra Frankrike. Kommunen ligger i kantonen Maubeuge-Nord som tillhör arrondissementet Avesnes-sur-Helpe. År 2022 hade Villers-Sire-Nicole 1 008 invånare.

## Befolkningsutveckling
Antalet invånare i kommunen Villers-Sire-Nicole
| Referens: INSEE |